# Stare Modzele
Stare Modzele – wieś w Polsce położona w województwie podlaskim, w powiecie łomżyńskim, w gminie Łomża.
Wierni kościoła rzymskokatolickiego należą do parafii Najświętszej Maryi Panny Matki Kościoła w Wygodzie.

## Historia
Wieś założona w 1402 r. przez Mikołaja Modzela, na ziemi otrzymanej od księcia Janusza. Gniazdo rodu Modzelewskich.
W roku 1827 naliczono tu 42 domy i 223 mieszkańców. Pod koniec XIX wiek Modzele Starawieś, miejscowość drobnoszlachecka w powiecie łomżyńskim, gmina Puchały i parafia Puchały.
W latach 1921–1939 wieś leżała w województwie białostockim, w powiecie łomżyńskim, w gminie Puchały.
Według Powszechnego Spisu Ludności z 1921 roku wieś zamieszkiwało 280 osób w 47 budynkach mieszkalnych. Miejscowość należała do parafii rzymskokatolickiej w m. Puchały. Podlegała pod Sąd Grodzki w Zambrowie i Okręgowy w Łomży; właściwy urząd pocztowy mieścił się w m. Czerwony Bór.
W wyniku napaści ZSRR na Polskę we wrześniu 1939 miejscowość znalazła się pod okupacją sowiecką. Od czerwca 1941 roku pod okupacją niemiecką. Od 22 lipca 1941 do 1945 włączona w skład Landkreis Lomscha, Bezirk Bialystok III Rzeszy.
W latach 1975–1998 miejscowość administracyjnie należała do województwa łomżyńskiego.

## Współcześnie
W pobliżu wyodrębnione zostały miejsca występowania kruszyw naturalnych w ilościach przemysłowych.

## Obiekty użyteczności publicznej
- remiza strażacka[12]